# 庄司智久
庄司 智久（しょうじ ともひさ、1953年5月30日 - ）は、和歌山県出身の元プロ野球選手（外野手）。

## 経歴
中学時代は地元の中学校に野球部がなかったため、隣町の中学に進学し外野手としてプレーした。新宮高校では1年秋からレギュラーとなり二塁を守る。1971年の夏の甲子園県予選準決勝で、市和歌山商に敗退するが、この予選で3本塁打を放つ一方で、1試合6盗塁を記録した。高校同期に峯本達雄がいる。
同年のドラフト3位で読売ジャイアンツに入団すると、外野手に転向。その俊足ぶりにチームメイトからはメジャーリーグの盗塁王・モーリー・ウィルスに因んで、モーリー庄司と呼ばれた。プロ入り4年目の1975年に代走要員として54試合に出場するも、当時はV9メンバーの柴田勲・高田繁・末次利光がレギュラーとして絶頂期を迎えており、レギュラーはおろか一軍のベンチに定着することもできず、二軍生活が続いた。
1976年イースタン・リーグ（二軍）で盗塁王、翌1977年同リーグで打撃三冠王（首位打者・本塁打王・打点王）と盗塁王の四冠を獲得。1978年は末次から背番号38を継承。イースタンの好成績から一軍に昇格し、主に守備要員として試合に出場した（イースタンで三たび盗塁王になる）。1979年は一度も一軍公式戦に出場できず、同年オフに長嶋茂雄監督による積極的な戦力補強の一環として、古賀正明・小川清一との2対3の交換トレードで小俣進・田村勲と共にロッテオリオンズに移籍した。
ロッテに移った1980年に白仁天に代わり左翼手の定位置を獲得。弘田澄男と一・二番コンビを組んでチャンスメーカーとして活躍し、チームは同年・翌1981年と2年連続前期優勝（いずれもプレーオフ敗退）を果たした。1981年にはプロ10年目にして初めてオールスターゲームにも出場し、第2戦で巨人の角三男から本塁打を放つ。シーズンでは、初の規定打席に到達して打率.293（リーグ16位）の記録を残した。1982年以降は持病の皮膚病（手の皮が剥けるという症状）に悩まされるが、1984年まで定位置を守る。しかし、1985年には横田真之、翌年には古川慎一と大学出の新人外野手が入団して出場機会が減少。1988年限りで現役引退。
引退後は、不動産会社や化粧品の販売会社を経て、現在は警備会社に勤務。
会社員になっても球界との縁を切ることはなく、マスターズリーグ・東京ドリームスやモルツ球団にも参加している。特にモルツ球団は2024年現在皆勤賞である（庄司の他には、同じ年に巨人からロッテへ移籍した張本勲、同じ和歌山県出身の元横浜大洋ホエールズ投手・久保文雄のみ）。また日本プロ野球選手会や日本プロ野球OBクラブが主催する少年野球の指導にも力を入れている。また、プロ野球28会にも加入しており、「メジャーベースボールアカデミー」のコーチも務める。

## 詳細情報

### 年度別打撃成績
| 年 度      | 球 団      | 試 合 | 打 席 | 打 数 | 得 点 | 安 打 | 二 塁 打 | 三 塁 打 | 本 塁 打 | 塁 打 | 打 点 | 盗 塁 | 盗 塁 死 | 犠 打 | 犠 飛 | 四 球 | 敬 遠 | 死 球 | 三 振 | 併 殺 打 | 打 率 | 出 塁 率 | 長 打 率 | O P S |
| ---------- | ---------- | ----- | ----- | ----- | ----- | ----- | -------- | -------- | -------- | ----- | ----- | ----- | -------- | ----- | ----- | ----- | ----- | ----- | ----- | -------- | ----- | -------- | -------- | ----- |
| 1974       | 巨人       | 3     | 1     | 1     | 1     | 0     | 0        | 0        | 0        | 0     | 0     | 0     | 0        | 0     | 0     | 0     | 0     | 0     | 0     | 0        | .000  | .000     | .000     | .000  |
| 1975       | 巨人       | 54    | 5     | 5     | 13    | 1     | 0        | 0        | 0        | 1     | 0     | 4     | 4        | 0     | 0     | 0     | 0     | 0     | 1     | 0        | .200  | .200     | .200     | .400  |
| 1978       | 巨人       | 44    | 10    | 9     | 3     | 1     | 0        | 0        | 0        | 1     | 0     | 1     | 2        | 1     | 0     | 0     | 0     | 0     | 2     | 0        | .111  | .111     | .111     | .222  |
| 1980       | ロッテ     | 124   | 371   | 336   | 53    | 87    | 12       | 3        | 8        | 129   | 26    | 18    | 4        | 8     | 1     | 26    | 0     | 0     | 44    | 3        | .259  | .311     | .384     | .695  |
| 1981       | ロッテ     | 127   | 568   | 516   | 65    | 151   | 15       | 7        | 10       | 210   | 63    | 17    | 8        | 10    | 5     | 34    | 0     | 3     | 30    | 9        | .293  | .337     | .407     | .744  |
| 1982       | ロッテ     | 86    | 304   | 275   | 22    | 60    | 8        | 1        | 2        | 76    | 20    | 7     | 6        | 5     | 4     | 20    | 0     | 0     | 30    | 8        | .218  | .268     | .276     | .544  |
| 1983       | ロッテ     | 78    | 294   | 268   | 36    | 65    | 9        | 2        | 7        | 99    | 13    | 7     | 4        | 6     | 0     | 20    | 0     | 0     | 22    | 4        | .243  | .295     | .369     | .665  |
| 1984       | ロッテ     | 113   | 441   | 391   | 66    | 100   | 11       | 1        | 11       | 146   | 42    | 9     | 9        | 10    | 1     | 34    | 0     | 5     | 50    | 3        | .256  | .323     | .373     | .696  |
| 1985       | ロッテ     | 93    | 190   | 171   | 25    | 31    | 4        | 1        | 4        | 49    | 18    | 2     | 2        | 4     | 1     | 14    | 0     | 0     | 12    | 3        | .181  | .242     | .287     | .528  |
| 1986       | ロッテ     | 20    | 26    | 24    | 2     | 5     | 0        | 0        | 0        | 5     | 0     | 0     | 0        | 1     | 0     | 0     | 0     | 1     | 6     | 0        | .208  | .240     | .208     | .448  |
| 1987       | ロッテ     | 71    | 133   | 119   | 9     | 30    | 6        | 0        | 2        | 42    | 15    | 2     | 5        | 2     | 1     | 10    | 0     | 1     | 16    | 2        | .252  | .313     | .353     | .666  |
| 1988       | ロッテ     | 15    | 10    | 9     | 1     | 1     | 0        | 0        | 0        | 1     | 0     | 0     | 0        | 0     | 0     | 1     | 0     | 0     | 2     | 0        | .111  | .200     | .111     | .311  |
| 通算：12年 | 通算：12年 | 828   | 2353  | 2124  | 296   | 532   | 65       | 15       | 44       | 759   | 197   | 67    | 44       | 47    | 13    | 159   | 0     | 10    | 215   | 32       | .250  | .304     | .357     | .661  |

### 表彰
- パ・リーグプレーオフ優秀選手賞：1回 （1981年）

### 記録
初記録
- 初出場・初先発出場：1974年5月18日、対大洋ホエールズ5回戦（川崎球場）、8番・遊撃手として先発出場
- 初安打：1975年7月26日、対ヤクルトスワローズ17回戦（後楽園球場）、9回裏に高橋良昌の代打として出場、安田猛から
- 初本塁打・初打点：1980年5月28日、対阪急ブレーブス前期11回戦（川崎球場）、7回裏に松本幸行から2ラン

その他の記録
- オールスターゲーム出場：1回 （1981年）

### 背番号
- 59（1972年 - 1977年）
- 38 （1978年 - 1979年）
- 35 （1980年 - 1988年）